# Misty Mystery
〈Misty Mystery〉는 가넷 크로우의 33번째 싱글이다. 2011년 8월 31일 기자 스튜디오에서 발매되었다.
전곡의 작곡은 나카무라 유리, 작사는 아즈키 나나, 편곡은 후루이 히로히토가 맡았다.
한정반과 통상반 공통으로 초회 생산분에는 모닝콜보이스를 다운로드 할 수 있는 QR코드 특제 카드와, 5종류의 도안전이 랜덤으로 봉입되어있다. 도안전의 앞부분은 명탐정 코난의 15주년 로고가 프린트되어 있으며, 뒷부분은 가넷 크로우 멤버 4명의 솔로쇼트와 전원 쇼트가 봉입되어 있다.
초회한정반(GZCA-7166)은 Misty Mytery Music Clip이 수록된 DVD가 첨부되어있는 대신에, CD에는 3번 트랙 〈I can't take...〉가 수록되어 있지 않다.
통상반(GZCA-4135)의 경우는 3번 트랙 〈I can't take...〉가 수록되어 있다.
타이틀 곡 〈Misty Mystery〉는 명탐정 코난의 2011년 8월부터 12월 24일 방송분까지 오프닝 테마곡으로 사용되었다.

## 수록곡
- 전체작사: 아즈키 나나
- 전체작곡: 나카무라 유리
- 전체편곡: 후쿠이 히로히토

### 초회한정반
CD
1. Misty Mystery
  - 요미우리 TV 닛폰 TV계 TV 애니메이션 《명탐정 코난》 오프닝 테마
  - 요미우리 TV 닛폰 TV계 TV 애니메이션 《괴도 키드》 오프닝 테마
2. live
3. Misty Mystery (intrumental)

DVD
1. Misty Mystery Music Clip

### 통상반
1. Misty Mystery
2. live
3. I can't take...
4. Misty Mystery (instrumental)

| TV 애니메이션 《명탐정 코난》 여는 곡 2011년 8월 6일 (627화) ~ 2011년 12월 24일 (641화) |                               |                                                          |
| 이전 곡: B'z 〈Don't Wanna Lie〉                                                        | 가넷 크로우 〈Misty Mystery〉 | 다음 곡: 브레이커즈 〈Miss Mystery〉                     |
| TV 애니메이션 《매직 쾌두》 여는 곡 2011년 8월 6일 (1기 2화) ~ 12월 24일 (1기 6화)      |                               |                                                          |
| 이전 곡: 가넷 크로우 〈As the Dew'〉                                                    | 가넷 크로우 〈Misty Mystery〉 | 다음 곡: 나츠이로 〈그대의 눈물에 이렇게 사랑하고 있어〉 |